# 羅亞爾鎮區 (明尼蘇達州林肯縣)
羅亞爾鎮區（英語：Royal Township）是位於美國明尼蘇達州林肯縣的一個行政鎮區。

## 地方資料
羅亞爾鎮區的面積為87.69平方千米，當中陸地面積為85.50平方千米，而水域面積為2.19平方千米。根據2020年美國人口普查的數據，當地共有人口147人，而人口密度為每平方千米1.68人。